# 두레로 (인천)
두레로(Dure-ro)는 인천광역시 부평구 삼산동에 있는 인천광역시도로, 총 연장은 0.831 km이다. 해당 도로명은 삼산두레농악을 기리기 위해 명명되었으며 이 도로 위에는 무네미로와 마찬가지로 수도권제1순환고속도로가 놓여 있다.

## 역사
- 2009년 10월 19일 : 도로명으로 두레로를 고시

## 주요 경유지
- 부평구
  - 삼산2동 - 삼산1동

## 접촉하는 도로
- 평천로
- 영성로

## 주변 건물 및 시설
- 태성세라믹스 (두레로 71/삼산동 325-337)

## 같이 보기
- 수도권제1순환고속도로